# Mesnil-sur-l’Estrée
Mesnil-sur-l’Estrée – miejscowość i gmina we Francji, w regionie Normandia, w departamencie Eure.
Według danych na rok 1990 gminę zamieszkiwało 1090 osób, a gęstość zaludnienia wynosiła 189 osób/km² (wśród 1421 gmin Górnej Normandii Mesnil-sur-l’Estrée plasuje się na 208 miejscu pod względem liczby ludności, natomiast pod względem powierzchni na miejscu 628).